# ريجيس ري
ريجيس ري (بالفرنسية: Régis Rey)‏ هو متزلج قفز فرنسي، ولد في 8 أبريل 1929.

## وصلات خارجية
- روبرت ري على موقع اللجنة الأولمبية الدولية (الإنجليزية)
- روبرت ري على موقع أوليمبيديا (الإنجليزية)